# Synkretismus
Synkretismus bezeichnet die Synthese von Ideen oder Philosophien zu einem neuen System oder Weltbild. Der Begriff wird besonders in der Religionswissenschaft, der Psychotherapieforschung, aber auch in der Linguistik und Literaturwissenschaft angewendet.
In ethnologischen Zusammenhängen mit dem Kulturwandel wird der Begriff Synkretismus bisweilen auch für die Verschmelzung anderer Kulturelemente zu neuen Formen verwendet.
In einigen Sprachen bezeichnet der Begriff synkretistische Politik die Vermischung von Positionen des linken und rechten politischen Spektrums, wie es etwa in Catch-all-Parteien und Querfront-Strategien der Fall ist.
Synkretismus darf nicht mit der Herrschaftsform bzw. Staatsverfassung der Synkratie verwechselt werden.

## Religionswissenschaft
In der Religionswissenschaft bezeichnet Synkretismus eine Vermischung von Religionen und religiösen Gebräuchen. Es gilt die Voraussetzung, dass die betroffenen Ideen oder Philosophien zuvor inhaltlich voneinander abgegrenzt waren und dass sie als religiös-philosophische Teilaspekte auf einen Absolutheitsanspruch verzichten. Synkretismus nimmt vielmehr die Aspekte unterschiedlicher Religionen mehr oder weniger bewusst auf und formt sie zu etwas Neuem. Neben so entstandenen synkretistischen Religionen kommt es in volksreligiösen Kulten zu Formen von Synkretismus.

## Linguistik
In der Linguistik bezeichnet Synkretismus das Zusammenfallen von Beugungsformen.

## Psychotherapie
Laut Klaus Ottomeyer arbeiten Psychotherapeuten synkretistisch, um das Verstehen jedes Einzelnen in seiner Besonderheit zu ermöglichen, was bei manualisierten Verfahren, dem Abarbeiten einzelner vorgegebener Module, oft auf der Strecke bleibt und den Therapieerfolg verunmöglicht.